# Zimmermannswinkel

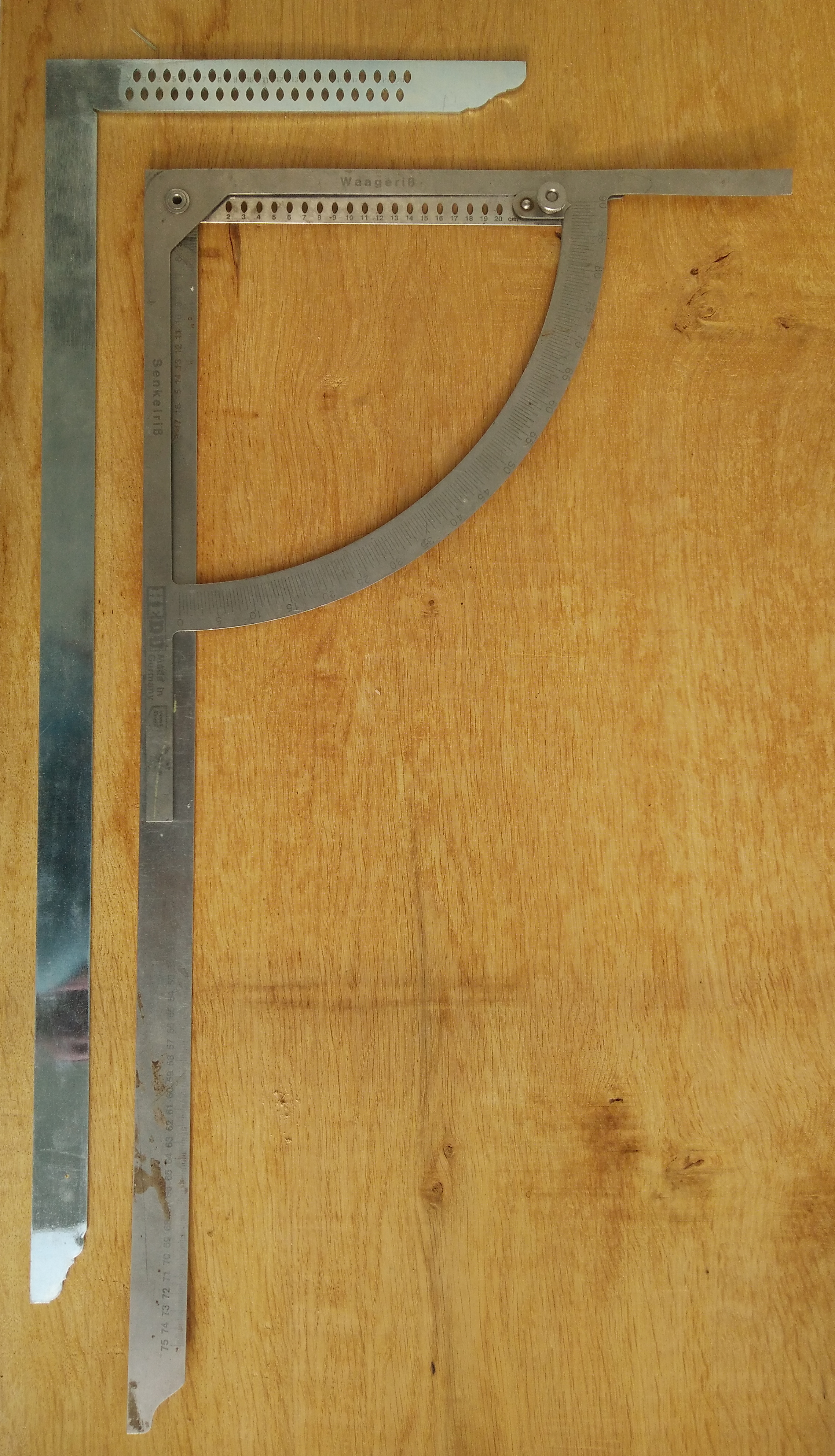
Die beiden Grundvarianten Zimmermannswinkel (links) und Alphawinkel (rechts) im Vergleich.

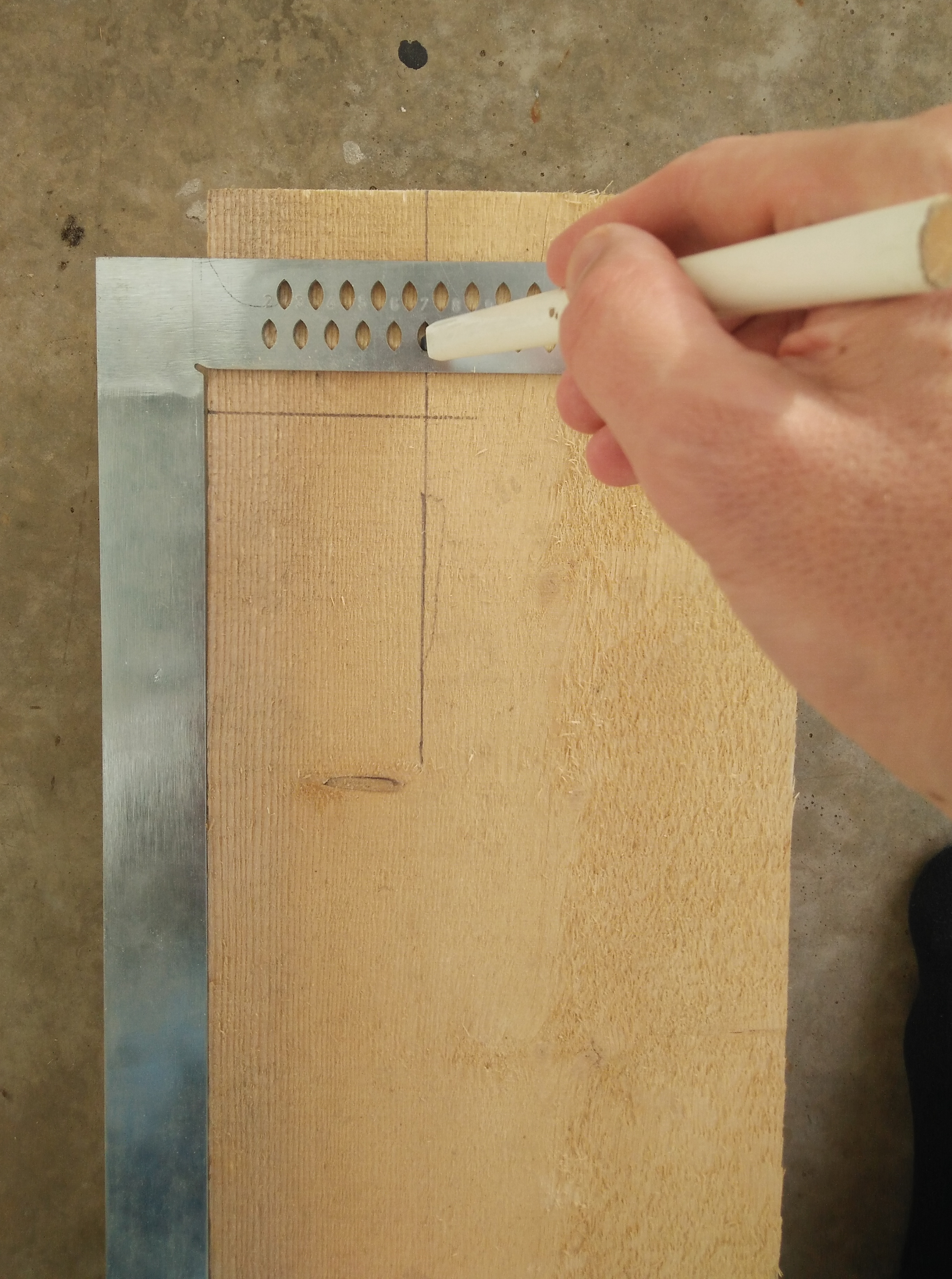
Anriss mit Hilfe des Zimmermannswinkels.

Ein Zimmermannswinkel, auch Lochwinkel oder Winkeleisen genannt (mit diesem Begriff wird jedoch auch eine Profilstahl-Form bezeichnet), ist ein Abbundwerkzeug des Zimmermannes.

## Zimmermannswinkel
Der Zimmermannswinkel kann mit dem langen Schenkel an der Längskante von Balken und  Hölzern angelegt werden, um mit dem kurzen Schenkel 90°‑Winkelrisse anzureißen.
Zusätzlich haben manche Zimmermannswinkel am kurzen Schenkel ovale Löcher im Abstand von 5 mm, um mit einem Zimmermannsbleistift Risse parallel zur Längskante anzureißen. Mit ihm werden auch Risse vom Reißboden auf Hölzer übertragen und die Rechtwinkligkeit von Winkeln kontrolliert.

## Alphawinkel

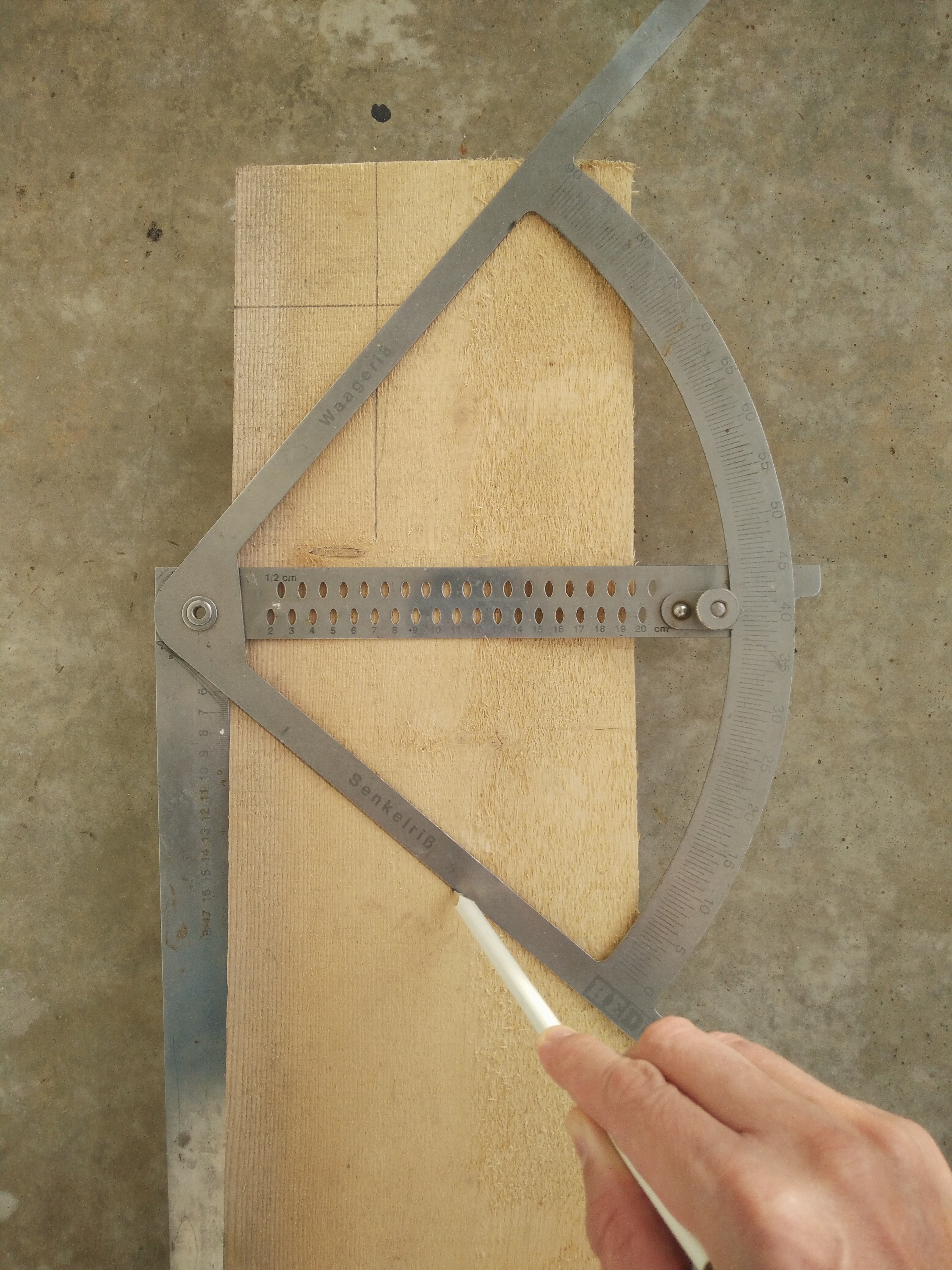
Offener Alphawinkel beim Anriss.

Ein Alphawinkel (oder Alpha-Anreißgerät) ist eine Sonderform des Zimmermannswinkels. An einem Zimmermannswinkel ist ein weiterer Winkel drehbar befestigt. Anhand einer Winkelskala kann dieser Winkel zwischen 0° und 90° zum kurzen und zwischen 0° und 180° zum langen Schenkel eingestellt und arretiert werden. Er wird meistens zum Anreißen von Dachsparren verwendet. Wird zum kurzen Schenkel der Dachneigungswinkel eingestellt, können ohne Umstellen des Winkels alle erforderlichen Risse (wie z. B. Senkelrisse und Waagerisse) am Sparren angerissen werden. Siehe auch Schmiege.